# Jugoszlávok
A jugoszláv főleg azon emberek elnevezése, akik Jugoszlávia területén éltek. A jugoszláv a svájci elnevezés délszláv változata. A nagy-Jugoszlávia idején bárki jugoszlávnak vallhatta magát, aki el akarta kerülni valamelyik nemzet/nemzetiség mellett való elköteleződést. Ezt a lehetőséget főleg a vegyes házasságokból származó gyerekek vették igénybe.

## Történelmük
Már a 18. században megoldást kerestek arra, hogy valamilyen közös elnevezést találjanak a délszláv népekre. A 19. század végén és a 20. század elején a délszlávok szinonimájaként használták, főleg az Osztrák–Magyar Monarchia korában. Ezt a mozgalmat nevezték illírizmusnak, mely a déli szlávok (elsősorban horvátok, szerbek és szlovének) egyesítését tűzte ki céljául. Az illír mozgalom vezetője a horvát politikus és író Ljudevit Gaj. A mozgalom elegyült a pánszlávizmussal (a szláv népek egyesülése orosz fennhatóság alatt) és az ausztroszlávizmussal (a szláv népek egyesülése osztrák fennhatóság alatt). Az 1817-ben török autonóm tartománnyá, majd 1878-ban független királysággá váló Szerbia nagy hatással volt a délszlávok egyesülési vágyára. A 19. századi horvát szépirodalomban számos mű hangsúlyozza a szláv egyesülés szükségességét – például Vjenceslav Novak: Posljednji Stipančići („Az utolsó Stipančićok”) című regénye.
Az első világháború után megalakult Szerb-Horvát-Szlovén Királyság lakóit szintén jugoszlávoknak nevezték. Amikor I. Sándor király (1921–34) királyi diktatúrát vezetett be, országát átnevezte Jugoszláv Királyságra, népét pedig jugoszláv nemzetnek. Ezt a politikai lépését 1934-es halála után semmissé nyilvánították.
A második világháború után létrejött a Jugoszláv Szocialista Szövetségi Köztársaság, amely elismerte az etnikai sokszínűséget. Tito politikája azonban igyekezett ezeket a népeket egyesíteni és létrehozni a jugoszláv nemzetet. Jugoszlávnak vallhatta magát bárki, nemcsak a délszlávok, hanem akár a magyarok, albánok és egyéb kisebbségek is. Jugoszlávnak vallhatta magát az ateista, római-katolikus, ortodox és muzulmán is.
Az 1971-es népszámláláskor 273 077 fő – a lakosság 1,33%-a – vallotta magát jugoszlávnak, az 1981-es népszámláláskor viszont már 1 216 463 fő, ami akkor az összlakosság 5,4%-át tette ki.
Jugoszlávia széthullásakor a jugoszlávok jelentős része felvette saját eredeti nemzetiségét. Ezt a folyamatot leginkább az egyre erősödő nacionalizmus és antikommunizmus váltotta ki. Akik jugoszlávoknak vallották magukat, azok a nacionalizmus és a háború elől menekülve emigráltak – leginkább Észak- és Dél-Amerikába. Az utódállamok területén maradó egyéb nemzetek (elsősorban a szerbek, albánok és horvátok) saját anyaországukba menekültek. Jugoszlávia megszűnése ellenére a mai napig vannak emberek, akik továbbra is jugoszlávnak vallják magukat.

## A jugoszlávok népessége
Teljes népesség 400 000 fő körül lehet.
Országonként felosztva a népszámlálások alapján, néhol becsült adatok:
- Amerikai Egyesült Államok (2000) – 328 547 fő
- Szerbia és Montenegró (2002) – 80 721 fő
- Bosznia-Hercegovina – 242 682 (1991) – [1]
- Szlovénia (2002) – 527 fő
- Horvátország (2001-ben) – 176 fő
- Észak-Macedónia – ismeretlen
- Kanada (2001) – 65 505 fő
- Brazília (2005) – 500 000 – 800 000 fő
- Argentína (2005) – 60 000 fő

Mivel Jugoszlávia már hivatalosan sem létezik, kétséges hogy az elkövetkező népszámlálásokon egyáltalán jugoszlávnak vallhatja-e magát az ember. Addig csupán a fent leírt (korábbi) számadatok állnak rendelkezésre.

## Híres jugoszlávok
- Josip Broz Tito (1892–1980) – partizánvezér a második világháborúban, Jugoszlávia marsallja
- Ivo Andrić (1892–1975) – Nobel-díjas író
- Sava Kovačević (1905–1943) – partizánvezér a második világháborúban
- Ante Trumbić (1864–1938) – politikus
- Lepa Brena (1960–) – énekesnő
- Ljudevit Gaj (1809–1872) – politikus, újságíró és irodalmár